# Ini (Goldschmied I)
Ini (auch Ana) war ein altägyptischer Goldschmied, der in der späten 19./frühen 18. Dynastie, grob um das Jahr 1300 v. Chr., tätig war.
Ini ist von einer Totenstele bekannt, die 1868 bei Ausgrabungen unter der Leitung von Auguste Mariette südlich der Djoser-Pyramide in Sakkara gefunden wurde und die heute im Ägyptischen Museum in Kairo aufbewahrt wird. Laut dieser war Ini „Vorsteher der Werkstätten in Ober- und Unterägypten, Kenner der Geheimnisse der ‚Goldhäuser‘ und Vorsteher der Goldschmiede des Herrn beider Länder“. Goldhäuser waren Schatzhäuser, in denen auch Goldarbeiten ausgeführt wurden, der „Herr beider Länder“ war der Pharao. Damit hatte Ini eine vergleichsweise hohe Stellung inne. Sollte er mit einem zweiten Goldschmied des Namens identisch sein, hat er selbst für diese erfolgreiche und große Familie von Goldschmieden eine herausragende Karriere erreicht und wäre der Sohn des hoch geehrten Goldschmiedes Paraemheb und Neffe von Painehesi, Ptahmose, Sutaa, Chensuhetep und Imenrachau. Das Grab ist das wahrscheinlich älteste der Honoratiorengräber aus der Ramessidenzeit in der Fundregion, in der weiteren Umgebung wurden zudem Überreste der Gräber der Goldschmiede Imenemheb, Ptehemheb und Tatia gefunden.